# Constanze Kleis
Constanze Kleis (* 1959) ist eine deutsche Journalistin und Buchautorin.

## Leben
Constanze Kleis tat ihre ersten Schritte im journalistischen Bereich als Autorin für die Schülerzeitung ihrer Schule, die unter dem Namen „Fallbeil“ erschien.
Sie studierte zunächst Erziehungswissenschaften. Später arbeitete sie seit Ende der 1980er-Jahre als freie Journalistin für verschiedene Zeitungen und Zeitschriften, zunächst bei der Frankfurter Neuen Presse, später auch bei Journal Frankfurt, Elle, Freundin, Familie & Co., Maxi und Für Sie.
Aus ihrer Arbeit für Frankfurter Zeitungen heraus entstand 1997 ihr erstes Buch, Frankfurt. Das Insider-Lexikon.
Bekannt wurde Kleis durch ihre Reportagen im Journal Frankfurt sowie durch ihre Kolumnen und durch eine Reihe von Bestsellern zum Thema Partnerschaft, die sie zusammen mit Susanne Fröhlich veröffentlichte, der sie seit Anfang der 1990er-Jahre freundschaftlich verbunden ist und in Bezug auf die sie stets eher im Hintergrund gestanden hat.
In neuerer Zeit hat sie für die Frankfurter Allgemeine Zeitung Porträts von Persönlichkeiten verfasst, die im Rhein-Main-Gebiet leben und wirken.
In dem Sachbuch „Sterben Sie bloß nicht im Sommer und andere Wahrheiten, die Sie über Ihr Ende wissen sollten“ hat sie 2012 ihre Erfahrungen mit Ärzten und Krankenhäusern beim Tod ihrer Mutter verarbeitet.
Constanze Kleis ist verheiratet. Sie lebt mit ihrem Mann in Frankfurt am Main, wo sie auch arbeitet.

## Schriften (Auswahl)
- Frankfurt. Das Insider-Lexikon. Verlag C. H. Beck (Beck’sche Reihe), München 1997, ISBN 978-3-406-39293-1.
- mit Susanne Fröhlich: Jeder Fisch ist schön – wenn er an der Angel hängt. Krüger, Frankfurt am Main 2002. ISBN 3-8105-0660-5.
- mit Susanne Fröhlich: F(r)ischhalteabkommen. Wie der Mann länger Freude macht. Krüger, Frankfurt am Main 2003, ISBN 3-8105-0665-6.
- mit Susanne Fröhlich: Langenscheidt Deutsch–Mann/Mann–Deutsch. Langenscheidt, München 2005, ISBN 3-468-73111-6.
- Ballgefühle – wie Fußball uns den Mann erklärt. Krüger, Frankfurt am Main 2006, ISBN 3-8105-1279-6.
- mit Susanne Fröhlich: Runzel-Ich. Wer schön sein will …. Krüger, Frankfurt am Main 2007, ISBN 3-8105-0668-0.
- Gebrauchsanweisung für Frankfurt am Main. Piper Verlag, München 2009, ISBN 978-3-492-27579-8.
- Sterben Sie bloß nicht im Sommer und andere Wahrheiten, die Sie über Ihr Ende wissen sollten. DuMont Buchverlag, Köln 2012, ISBN 978-3-8321-9657-8.